# Durand ze San Porciana
Durand ze San Porciana (francouzsky Durand de Saint-Pourçain, někdy uváděn jako Durandus, znám pod přezdívkami Doctor resolutissimus a Doctor modernus; kolem 1270–1332 nebo 1334) byl francouzský filozof a teolog, člen dominikánského řádu. Od roku 1317 byl biskupem, nejdříve v Limoux, od roku 1318 v Le Puy-en-Velay a pak od roku 1326 až do konce života v Meaux. Je znám svou polemikou proti Tomáši Akvinskému. Zabýval se zejména teorií poznání a teorií vztahů. Napsal mj. tři verze komentářů k Lombardovým Sentencím, označované jako A, B a C.